# Carlos Pazos
Carlos Manuel Pazos Moya (Barcelona, 23 de diciembre de 1949) es un artista español. Estudió inicialmente arquitectura, si bien posteriormente se especializó en diseño y arte en la Escuela Eina de Barcelona. Empezó a exponer en 1969 en la sala de exposiciones del Ateneo Barcelonés, y desde aquel momento lo ha hecho en las mejores galerías y museos del mundo como el MACBA (Barcelona), Museo Nacional Centro de Arte Reina Sofía (Madrid), Centro Georges Pompidou (París), Gallerie Camille Von Scholz (Bruselas) o Joan Prats Gallery (Nueva York), entre otros.

## Biografía
Realizó su primera exposición individual en enero de 1970 en el Ateneo Barcelonés.
En 1975 inició la serie Voy a hacer de mí una estrella, presentada el año siguiente en la Sala Vinçon de Barcelona, que entre otras actuaciones y manifestaciones, da lugar a la performance y exposición The Floor of Fame en el Centro de Arte Georges Pompidou (Beaubourg) de París en 1978. El último capítulo de esta saga no cerrada es Robados, expuesta en la Galería Raíña Lupa de Barcelona en 2009. Entre 1980 y 1992 trabajó intensamente con Marisa Díez de la Fuente, en la Galería Ciento de Barcelona, después de tres años también intensos a la Galería G. En 1990 inició su colaboración con la Galerie Camille von Scholz de Bruselas y, con motivo de la exposición Christmas Blues y en colaboración con Vicenç Altaió y Freddy de Vree publicó el libro L'Amour laten con ediciones Camomille. Desde que cerró la Galería Ciento, ha colaborado con las galerías Joan Prats, Carles Taché y con Raíña Lupa de Barcelona.
Ha expresado su amor por la música y la noche dirigiendo salas de baile (Salón Cibeles, 1978-1983), cóctel bares (Bijou, 1983-1986) y bares musicales (Je-rrix, 1994-1995). En este último local se estableció la sede de su Club de Fanes, el C.P.FANS CLUB, fundado en diciembre de 1994. En 1988 se casó con Montserrat Cuchillo. Pasó largas temporadas en Colliure, en Nueva York, donde hizo una primera exposición individual en 1989 en la Fachetti Gallery. Desde 2002, la capital francesa es el nuevo centro 
de su actividad.
El enero de 1995 fundó en Nueva York, con el artista Steven Pollack, la asociación esporádica en activo  Vodoo Victims, en 1999 Mic y Mau con el fotógrafo Lluís Ros, desactivada e 2009 y desde 2004 colabora con Pascal Comelade en libros, vídeos y  conciertos. Es también en 2004 cuando participó en la exposición Dalimitar del Museo del Ampurdán Su carácter inquieto y curioso queda patente en su obra y en las actividades que lo acompañan. Así, en 1987 protagonizó la película És quan dormo que hi veig clar, de Jordi Cadena sobre poemas de J.V. Foix. En 1998 dirige y realiza la escenografía de la obra teatral El bell lloc, de Joan Brossa, estrenada en el Espacio Joan Brossa de Barcelona. Este mismo año publica El Mundo del Ritmo en colaboración con Eduardo Mendoza y actúa como protagonista en el vídeo Pianito, de Jordi Colomer. En 2002 escribe y publica el guion de la película, en espera de productor, Aquí en la tierra como en el infierno. En diciembre de 2004 publica su primer libro de textos Garabatos y Zarpazos, editado por la Universidad de Barcelona, (del cual se hizo una segunda edición en febrero del 2008), en 2007 publica Fidelidad Total, en colaboración con Ramón de España, editado por Raíña Lupa y en 2008 Diodrama, con textos de Eduardo Lago, editado por Atelier Hoyo, París.
También publicó ...Y entre paréntesis, un blues inacabable, en colaboración con Ramón de España y Pascal Comelade, publicado por La Naval (Cartagena) y está preparando Garabatos y Zarpazos 2. En 2007 realizó una exposición retrospectiva en el MACBA (Museo de Arte Contemporáneo de Barcelona) y en el MNCARS (Museo Nacional Centro de Arte Reina Sofía). Para su exposición retrospectiva realizó la película Mnemocine. Película recortable, un collage audiovisual constituido por 11 episodios, de 26 minutos de duración.
En 2019, se inaugura la sede Mi Path os Doy de la Fundación PazosCuchillo de Pazos en Trasanquelos, Galicia. Los objetivos de la Fundación son: Conservar y difundir la obra de Carlos Pazos, así como el archivo, biblioteca, discoteca y demás colecciones del artista y de su esposa, Montserrat Cuchillo. La Fundación pretende también facilitar el conocimiento y divulgación de la obra de artistas cercanos, de uno u otro modo, a la trayectoria de Carlos Pazos. En la sede Mi Path os Doy se muestran piezas inéditas o poco conocidas de Carlos Pazos y trabajos de otros artistas, cercanos a Pazos en su actitud y aproximación al arte. Ni maestros, ni epígonos; cómplices con grados de intensidad variable. La sede Portátil está dedicada a reunir y exponer, a modo de colección permanente, obra de Carlos Pazos. Cuenta con trece cubículos, denominados “carromatos”, porque son móviles y se pueden desplazar y recorrer el mundo como las caravanas de un circo. Los carromatos están instalados en los terrenos de la fábrica Zedis, en el polígono industrial de Lliçà d’Amunt, a unos 20 km de Barcelona y 4 km de Granollers.

## Premios y reconocimientos
En 2004 fue galardonado con el premio Nacional de Artes Plásticas de España del Ministerio de Cultura. En 2008 fue galardonado con el premio Nacional de Artes Visuales de la Generalidad de Cataluña por la exposición No me digas nada, presentada en el MACBA de Barcelona y al Museo Nacional Centro de Arte Reina Sofía de Madrid y que refleja la trayectoria consolidada e inclasificable de más de treinta años del artista indagando en el entorno de la propia identidad y de la poética del objeto.